# شاهين جعفرغولي
شاهين جعفر غولي (الإنكليزية:Shaheen Jafargholi, الفارسية:شاهين جعفرقلي) هو فتى بريطاني من سوانسي في ويلز من مواليد 27 كانون الثاني، يناير عام 1997م. ذاع صيته بعد مشاركته في برنامج المواهب البريطانية (Britain's Got Talent) على قناة آي تي في في حزيران 2009. و مشاركته في مراسيم جنازة الأسطورة مايكل جاكسون. يعيش شاهين مع والدته كارين المنفصلة عن والده الإيراني الأصل في ويلز.

## روابط خارجية
- شاهين جعفرغولي على موقع IMDb (الإنجليزية)
- شاهين جعفرغولي على موقع ميوزك برينز (الإنجليزية)
- شاهين جعفرغولي على موقع قاعدة بيانات الفيلم (الإنجليزية)
- شاهين جعفرغولي على موقع كينوبويسك (الروسية)